# Saluzzo
Saluzzo – miejscowość i gmina we Włoszech, w regionie Piemont, w prowincji Cuneo.
Według danych na rok 2004 gminę zamieszkiwały 15 644 osoby, 208,6 os./km².
Urodzili się tutaj m.in. Silvio Pellico, Magda Olivero, Federico Lombardi.

## Dziedzictwo kulturowe[1]
W latach 1135–1588 miasteczkiem Saluzzo i okolicami rządzili markizi. Wielu z nich było uczonymi poetami i mecenasami sztuki. Szczególnie ważną postacią był tutaj Ludwik II del Vasto, który panował w latach 1475-1504. Wielu markizów zamawiało wtedy obrazy, pałace i inne dzieła sztuki.

### Niektóre ważne punkty Saluzzo
- Porta Santa Maria - jedna z kilku bram starego miasta.
- Salita al Castello - zabytkowa uliczka z renesansowymi domami.
- Museo Civico - muzeum, w którym eksponatami są freski, obrazy czy meble.